# Juglans hirsuta
Juglans hirsuta ist eine mexikanische Baumart der Gattung Walnüsse (Juglans).

## Merkmale
Juglans hirsuta ist ein großer, laubwerfender Baum mit breit ausladender Krone. Junge Zweige sind rötlich braun, drüsig behaart, teils mit Büschelhaaren. Im zweiten Jahr werden sie graubraun. Das Mark ist hellbraun. Die endständige Knospe ist schlank, länglich und grau behaart. 
Die Blätter sind groß, paarig, seltener unpaarig gefiedert. Ein echtes endständiges Fiederblättchen fehlt meist. Die Rhachis ist meist stark drüsig weich bis rau behaart, die Haare sind braun, mit einigen wenigen Büschelhaaren. Die Blätter haben meist 16 bis 21, selten zwischen 14 und 23 Fiederblättchen. Die Blättchen stehen gegenständig oder annähernd gegenständig, manchmal wechselständig. Sie sind eher dick, etwas runzelig, oval bis oval-lanzeolat bis länglich lanzeolat. Sie sind 2,5 bis 6 cm breit und bis 15 cm lang. Die Spitze ist stark lang-zugespitzt. Der Rand ist fein bis grob gesägt, die Zähne sind oft gekrümmt. Die Blättchenbasis ist gestutzt oder gerundet, häufig asymmetrisch. Die Blattoberseite ist meist drüsig behaart entweder an den Hauptnerven oder der ganzen Oberfläche, Büschelhaare fehlen. Die Unterseite ist stark behaart mit weißlichen Büschelhaaren und braunen Drüsenhaaren sowie einzeln und paarig stehenden, spitzen weißen Haaren. 
Die männlichen Kätzchen sind 6 bis 10 cm lang. Die Blüten stehen nicht sonderlich gedrängt. Das Tragblatt ist kurz, oval-lanzeolat, weiß behaart und sitzt am Rücken der Blüte. Die Blütenhülle umfasst das Tragblatt, zwei Brakteolen und vier, manchmal sechs Staubblätter. Jede Blüte trägt 20 bis 34 Staubblätter.
Die weiblichen Blüten stehen zu wenigen zusammen und sind dicht behaart. Die Früchte sind mittelgroß bis groß, 3 bis 4,7 cm im Durchmesser, kugelig bis leicht birnförmig oder oval. Sie sind stark behaart, besonders in jungem Zustand. Die Nuss ist dunkel rotbraun bis fast schwarz, leicht zusammengedrückt und etwa gleich hoch wie breit: 3 bis 4 cm im Durchmesser. Sie hat zahlreiche, unregelmäßige Rippen, die Furchen dazwischen sind eher tief. Die Rippen sind meist eher scharf, die Nüsse ähneln generell denen von Juglans nigra. Die sekundären Fächer sind deutlich ausgeprägt, es gibt 4 bis 8. 

## Verbreitung
Juglans hirsuta ist nur aus dem mexikanischen Bundesstaat Nuevo León bekannt.

## Belege
- Wayne E. Manning: The Genus Juglans in Mexico and Central America. Journal of the Arnold Arboretum, Band 38, 1957, S. 121–150.